# Lou Levy
Louis A. Levy (Chicago, 5 maart 1928 - Dana Point, 23 januari 2001) was een Amerikaanse jazzpianist.

## Carrière
Lou Levy begon op 12-jarige leeftijd als zoon van Joodse immigranten met het pianospel. Eind jaren 1940 maakte hij als pianist op zich opmerkzaam. Hij speelde voor Georgie Auld, Boyd Raeburn en de bopband van Chubby Jackson, waarmee hij ook door Europa toerde. In 1948 vervoegde hij zich voor een poos bij het orkest van Woody Herman.
Sinds de jaren 1950 maakte Levy zich een wereldwijde naam als begeleidings-muzikant van talrijke fameuze zangers. Hij speelde mee op talrijke van de bekende Songbook-albums van Ella Fitzgerald bij Verve Records en begeleidde daarnaast Sarah Vaughan, Anita O'Day, Tony Bennett en Nancy Wilson. Hij was bijna twintig jaar de stampianist van Peggy Lee (bijvoorbeeld op het album Black Coffee). Frank Sinatra, waarmee hij in het voorjaar van 1987 ook op tournee ging, werd door hem onder andere begeleid op diens originele opname van My Way (1968) en het bijbehorende album.
Levy werkte onder andere ook samen met Benny Goodman, Shorty Rogers, Shelly Manne en vooral jarenlang met Stan Getz, met wiens kwartet hij ook nog in de jaren 1980 op tournee ging. Midden jaren 1970 werkte Levy ook mee bij opnamen van de band Supersax. Ook door zijn albums onder eigen naam, onder andere met de bassist Eric von Essen, telt Levy als een van de voornaamste jazzpianisten van de 20e eeuw.

## Overlijden
Lou Levy overleed in januari 2001 op 72-jarige leeftijd aan een hartaanval.

## Discografie
- 1954: The Lou Levy Trio (Nocturne Records)
- 1956: Solo Scene (RCA Victor)
- 1956: Jazz In Four Colors (RCA Victor)
- 1958: Lou Levy Plays Baby Grand Jazz (Jubilee Records)
- 1963: The Hymn (Philips Records)
- 1982: The Kid's Got Ears (Jazzis)
- 1992: Lunacy (Verve Records)
- 1993: Ya Know (Verve Records)